# 頭師父一體
頭師父一體（韓語：두사부일체），片名的中文直譯的意思是老师、老大、老爸都应该受到尊敬，是一部2001年的韩国喜剧电影。該影片的觀眾大多為年輕人和大中學生。